# 圣欧班 (安德尔省)
圣欧班（法語：Saint-Aubin，法語發音：[sɛ̃.t‿obɛ̃] ⓘ）是法国安德尔省的一个市镇，位于该省东部偏北，属于伊苏丹区。

## 地理
圣欧班（46°51'5"N, 2°1'27"E）面积28.32 平方千米，位于法国中央-卢瓦尔河谷大区安德尔省，该省份为法国中部省份。
与圣欧班接壤的市镇（或旧市镇、城区）包括：舍扎勒伯努瓦、舒代、孔代、伊苏丹、默内-普朗什、普吕涅、塞格里。

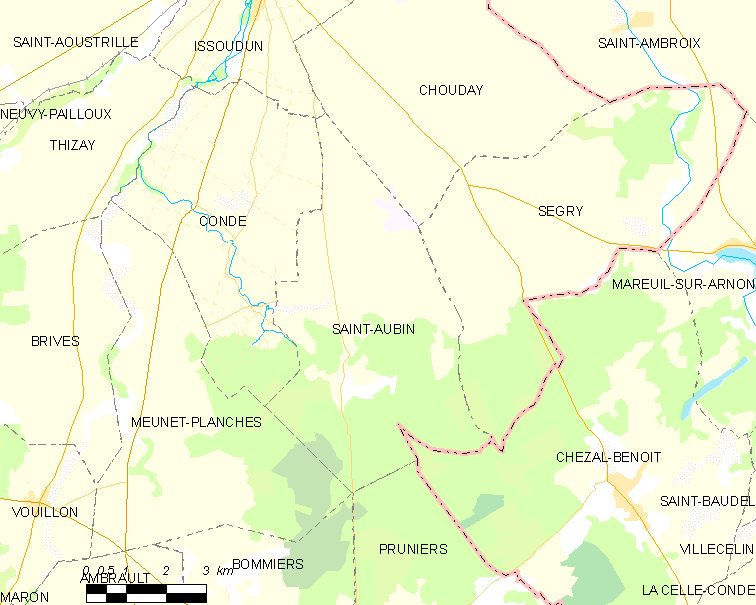
的OSM定位图

圣欧班的时区为UTC+01:00、UTC+02:00（夏令时）。

## 行政
圣欧班的邮政编码为36100，INSEE市镇编码为36181。

## 政治
圣欧班所属的省级选区为拉沙特尔县。

## 人口

1962-2008年间人口变化图示

圣欧班于2022年1月1日时的人口数量为151人。